# Norodom Phurissara
Hoàng thân Norodom Phurissara (tiếng Khmer: នរោត្ដម ភូរីស្សរ៉ា; 13 tháng 10 năm 1919 – tháng 4 năm 1976) là một chính trị gia cánh tả nổi tiếng của Campuchia trong các thập niên 1950, 1960 và 1970, người đã giữ một số chức vụ bộ trưởng. Là một thành viên của hoàng gia Campuchia, ông đã mất tích trong cuộc thanh trừng chính trị do Khmer Đỏ tiến hành sau khi lên nắm quyền.

## Giáo dục và sự nghiệp chính trị ban đầu
Phurissara là hậu duệ thuộc vương tộc Norodom của Campuchia và là anh họ của quốc vương Norodom Sihanouk. Thời trẻ, ông theo học luật tại Đại học Hoàng gia Phnôm Pênh.
Năm 1954, ông trở thành Tổng thư ký Đảng Dân chủ, vào thời điểm đó là lực lượng thống trị nền chính trị nội bộ Campuchia. Phurissara và một nhóm cấp tiến được đào tạo tại Paris đã hướng các chủ trương của đảng ngày càng nghiêng về phía cánh tả. Đại sứ quán Hoa Kỳ báo cáo rằng ông coi viện trợ quân sự của Hoa Kỳ cho nhà nước Campuchia non trẻ là "không tự nhiên" và ngày càng chấp nhận "những ý tưởng cơ bản ủng hộ Cộng sản".
Tuy nhiên, đảng Dân chủ đã thua trong cuộc bầu cử năm 1955 trước phong trào Sangkum của Sihanouk; sau đó đảng này đã tự giải thể, được cho là do áp lực từ bộ máy an ninh Sangkum. Phurissara sau đó đã gia nhập Sangkum và giữ chức Bộ trưởng Ngoại giao Campuchia vào cuối những năm 1960, trong giai đoạn Sihanouk đang củng cố quan hệ với Trung Quốc và các quốc gia cộng sản khác, gồm cả Việt Nam Dân chủ Cộng hòa.

## Chính phủ Hoàng gia Thống nhất Dân tộc Campuchia
Sau khi bị Thủ tướng Lon Nol phế truất trong cuộc đảo chính Campuchia 1970, Sihanouk đã thành lập một chính phủ lưu vong với tên gọi Chính phủ Hoàng gia Thống nhất Dân tộc Campuchia (រាជរដ្ឋាភិបាលរួបរួមជាតិកម្ពុជា, Reachorodthaphibeal ruobruom cheate Kampuchea), hay GRUNK (tiếng Pháp: Gouvernement royal d'union nationale du Kampuchéa), liên kết với đối thủ trước đây của ông, Khmer Đỏ. Hoàng thân Phurissara sau đó đã 'đào ngũ' sang 'khu giải phóng' của Khmer Đỏ và gia nhập GRUNK, sau đó được bổ nhiệm làm Bộ trưởng Tư pháp từ năm 1973, mặc dù ông phàn nàn rằng phía Khmer Đỏ không cho ông bất kỳ quyền lực thực sự nào.
Đầu năm 1976, sau chiến thắng của Khmer Đỏ trong cuộc nội chiến, Sihanouk trở lại làm Nguyên thủ quốc gia, nhưng ngay sau đó đã đệ đơn từ chức. Khmer Đỏ đã cử Phurissara, cùng với Ieng Sary, đến thuyết phục Sihanouk thay đổi ý định, nhưng bị từ chối. Vì vậy, các lãnh đạo Khmer Đỏ Khieu Samphan và Saloth Sar, người về sau được biết với cái tên Pol Pot, đã nắm quyền lãnh đạo với tư cách là Nguyên thủ quốc gia và Thủ tướng.

## Cái chết
Phurissara vẫn tiếp tục giữ vai trò của mình trong GRUNK trong vài tháng, nhưng đã sớm bị cách chức trong một cuộc thanh trừng những người theo Sihanouk và lãnh đạo Khmer Đỏ cấp tiến. Ban đầu ông bị đưa đến trại cải tạo Boeng Trabek gần Phnôm Pênh, nhưng sau đó ông đã mất tích và được cho là đã bị xử tử. Theo lời kể của những thành viên trong gia đình có mặt tại thời điểm đó, vào khoảng tháng 4 năm 1978 (ngày chính xác không thể xác định được), một chiếc xe tải quân sự của Khmer Đỏ đã đến địa điểm mà gia đình Hoàng thân Phurissara đang cư trú. Các binh sĩ Khmer Đỏ đã đưa Phurissara và vợ lên xe tải và lái đi. Không bao giờ người ta nhìn thấy họ nữa. Người ta tin rằng họ đã bị đưa đến khu vực (Odom) nơi mà các thành viên hoàng gia khác được cho là đã bị hành quyết (giết hại). Sau đó, Sihanouk đã bày tỏ nỗi lo sợ rằng Phurissara, người mà ông cho là đã bị tra tấn và giết hại dã man, cùng với các thành viên khác trong gia đình ông, đã bị nhắm mục tiêu cụ thể do Sihanouk từ chối tiếp tục giữ chức Nguyên thủ quốc gia.